# Дишкант, Герман Петрович
Герман Петрович Дишкант (1927—1993) — российский физик, кандидат физико-математических наук, доктор философских наук, создатель новой версии нечёткой логики.

## Биография
Окончил физический факультет МГУ (1949) и его аспирантуру, в 1952 г. защитил кандидатскую диссертацию на тему «Слабонелинейная электродинамика длинных волн в плазме».
Работал в Днепропетровском государственном университете, в Калининском государственном университете (с 1978 г. заведовал новой кафедрой алгоритмических языков и системного программирования (АЯСП)).
С 1992 г. зав. лабораторией кибернетики Отдела теоретических проблем Института химической физики РАН.
В 1972 г. защитил докторскую диссертацию:
- Исследования по логике физической теории : диссертация … доктора философских наук : 09.00.00. — Днепропетровск, 1971. — 343 с.

Автор модальной квантовой логики Дишканта (модальное расширение логики Лукасевича): предложил (1978) включить аксиомы Макки в исчисление Лукасевича Łℵ0 и построил модальное расширение логики, обогатив систему модальным символом Q и четырьмя модальными правилами вывода.
Сочинения:
- Язенин А. В., Дишкант Г. П. Линейная задача принятия решений с расплывчатыми целями. — Калинин: Калининский ун-т, 1977. — 12 с.
- The First Order Predicate Calculus Based on the Logic of Quantum Mechanics. 4, 1974, pp. 9-18.
- The Connective 'Becoming' and the Paradox of Electron Diffraction. 9, 1977, pp. 15-21.
- Dishkant, Herman. Imbedding of the Quantum Logic in the Modal System of Brower. J. Symbolic Logic 42 (1977), no. 3, 321—328. https://projecteuclid.org/euclid.jsl/1183740008
- Dishkant, Herman. «Semantics of the minimal logic of quantum mechanics.» Studia Logica 30.1 (1972): 23-30.
- International Journal of Theoretical Physics, Volume 32, Issue 10, pp.1847-1851. October 1993
- DIshkant, Herman: About Membership Functions Estimation. In: Fuzzy Sets and Systems, 5. Jg. (1981), S. 141—147.
- Dishkant, Herman: «Set Theory as Modal Logic». Studia Logica: An International Journal for Symbolic Logic,. Vol.39, N° 4 (1980), pp. 335—345.
- H. Dishkant, The ﬁrst order predicate calculus based on the logic of quantum mechanics,. Rep. Math. Log.,3(1974), 9-17.
- О формализации физических теорий [Текст] : (Лекции по философии для физиков) / М-во высш. и сред. спец. образования СССР. Днепропетр. гос. ун-т им. 300-летия воссоединения Украины с Россией. — Днепропетровск : [б. и.], 1968. — 86 с. : черт.; 21 см.
- Дишкант Г. П. Поиски интерпретации квантовой марксистской теории//Соотношение истории и логики науки. — Днепропетровск, 1970.- 103с.
- Интерпретация квантовой механики [Текст] : (пособие для изучающих методологические вопросы физики) / М-во высш. и сред. спец. образования СССР, Днепропетровский гос. ун-т им. 300-летия воссоединения Украины с Россией. — Днепропетровск : [б. и.], 1970. — 67 с.; 22 см.